# MV Lyubov Orlova
El MV Lyubov Orlova (construido como Lyubovy Orlova) fue un crucero de la clase Maria Yermolova reforzado para el hielo construido en Yugoslavia en 1976, que se utilizó principalmente para cruceros antárticos. Después de ser retirado del servicio en 2010, permaneció en San Juan de Terranova, Terranova, Canadá durante dos años. El desmantelamiento estuvo plagado de problemas y el barco finalmente se convirtió en un barco fantasma vagando por el Océano Atlántico Norte en 2013. Se cree que se hundió.

## Abandono

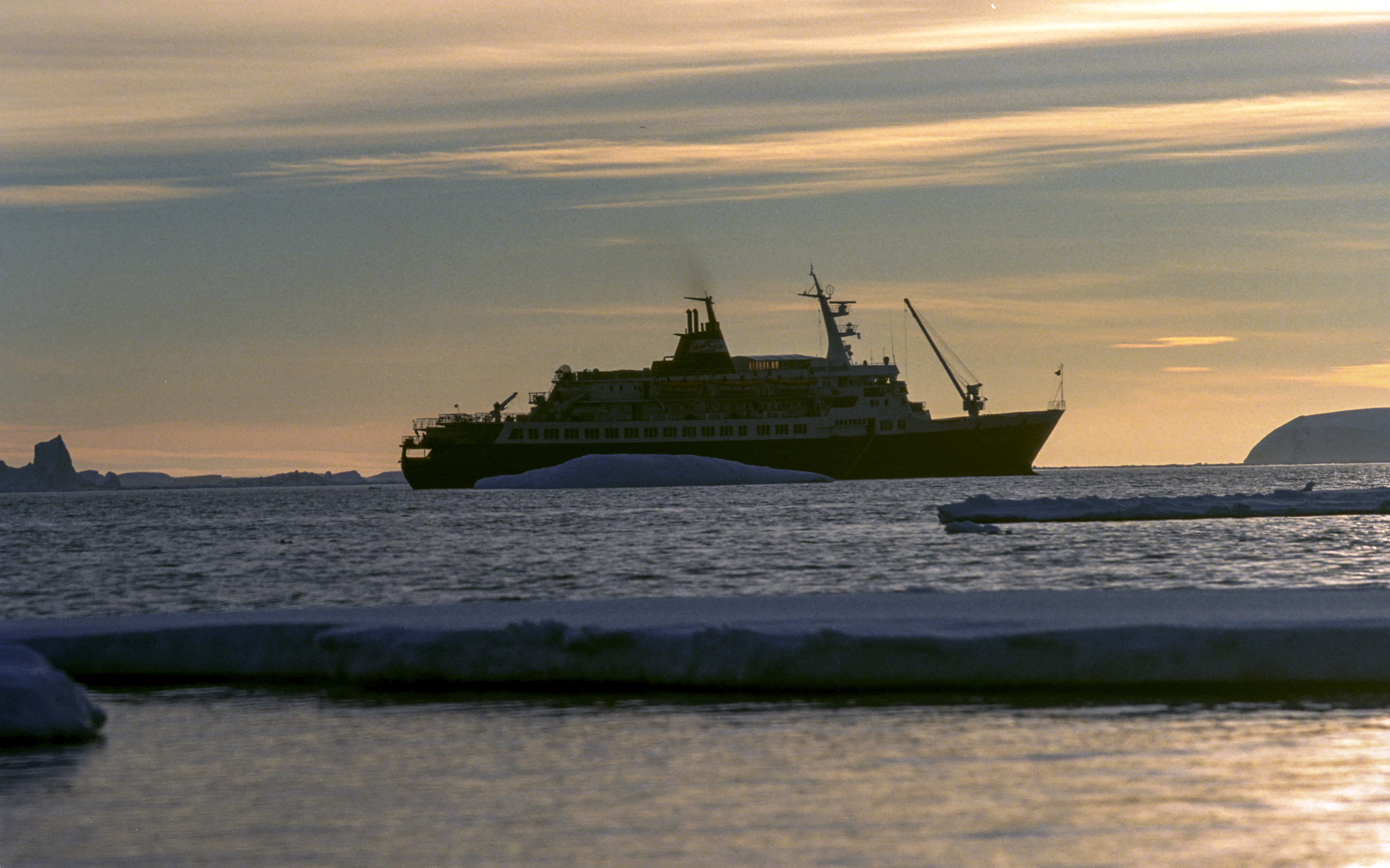
El Lyubov Orlova en el año 2000.

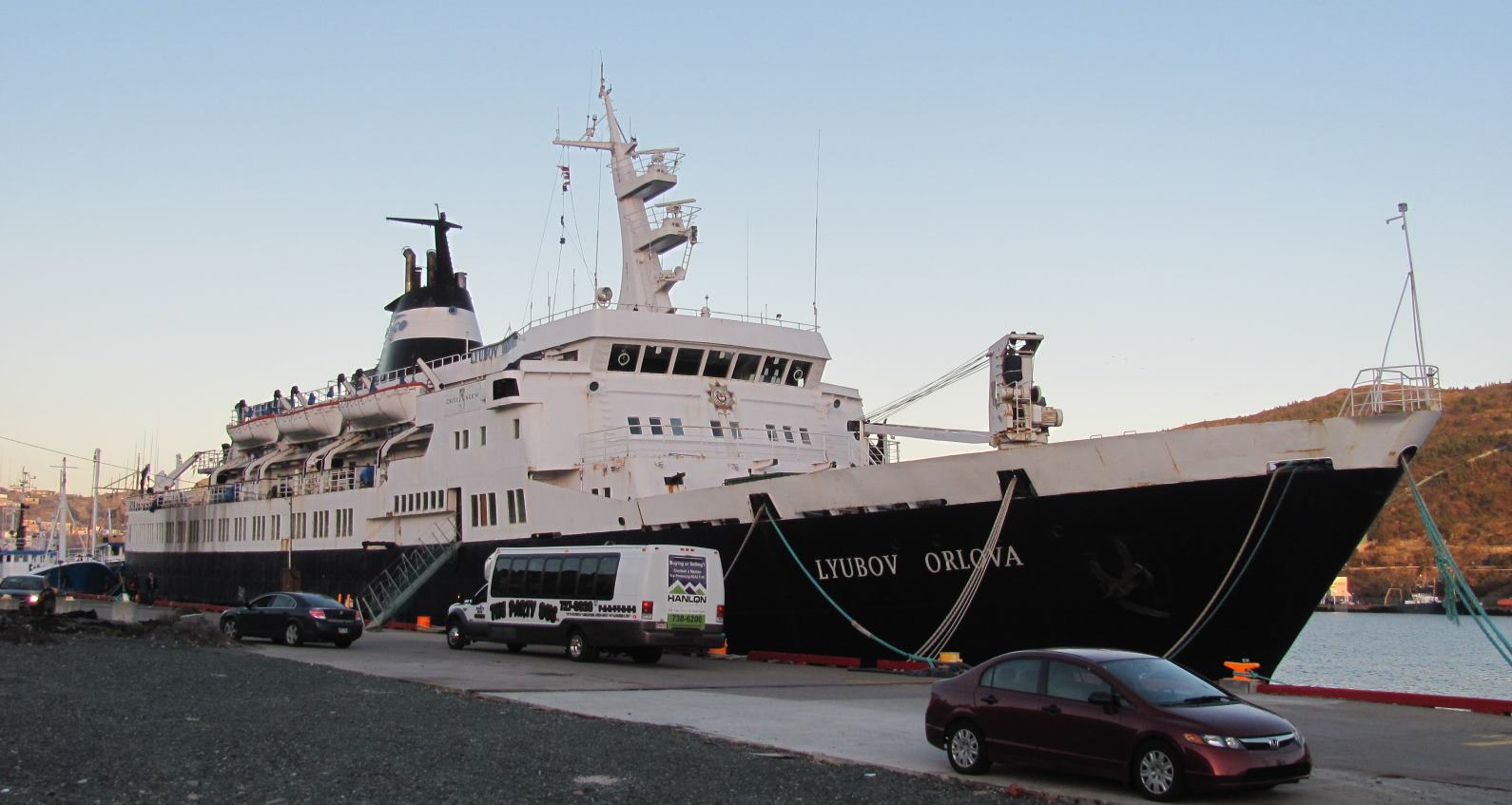
El Lyubov Orlova abandonado en el muelle de San Juan de Terranova, 2012

El barco abandonado había estado amarrado en el puerto de San Juan de Terranova durante más de dos años y estaba siendo remolcado a la República Dominicana para ser desguazado. El remolcador Charlene Hunt, propiedad del operador de remolcadores estadounidense Hunt Marine, fue contratado para remolcar el barco. El día después de salir del muelle, la cuerda de remolque se rompió. La tripulación del remolcador intentó reconectar la cuerda, pero se vio obstaculizada por vientos de 35 km/h (22 mph) y olas de 3 m (9,8 pies). El 28 de enero de 2013, el Lyubov Orlova se desplazaba lentamente hacia el este frente al extremo sureste de la península de Avalon en Canadá.
El buque de suministro offshore Atlantic Hawk, con una capacidad de tiro continuo a punto fijo de 157 toneladas, contratado por Husky Energy, fue el encargado de recuperar el control del buque a la deriva, que constituía un riesgo para las operaciones de petróleo y gas en la región. El 1 de febrero de 2013, Transport Canada anunció que el 31 de enero, Atlantic Hawk había obtenido con éxito el control del Lyubov Orlova.
Una vez en aguas internacionales, Transport Canada decidió liberarlo. "El Lyubov Orlova ya no representa una amenaza para la seguridad de las instalaciones petroleras en alta mar, su personal o el medio ambiente marino. El buque se ha desviado hacia aguas internacionales y, dadas las corrientes y los vientos predominantes, es muy poco probable que vuelva a entrar en aguas bajo jurisdicción canadiense", dijo el departamento en un comunicado, dando motivos de seguridad para no llevar a cabo una operación de salvamento.
El barco fue localizado el 4 de febrero aproximadamente a 250 millas náuticas al este de San Juan de Terranova (aproximadamente 50 millas náuticas fuera de las aguas territoriales de Canadá) y se desplazaba a la deriva en dirección noreste. Podría haber terminado en casi cualquier lugar, desde el Ártico noruego hasta el oeste de África, o atascado en medio del giro del Atlántico Norte. Transport Canada reiteró que el propietario del buque seguía siendo responsable de sus movimientos y se habían tomado medidas para monitorear la posición del barco a la deriva.
El 23 de febrero, según la Agencia Nacional de Inteligencia Geoespacial, el Lyubov Orlova fue avistado a aproximadamente 1.300 millas náuticas de la costa irlandesa. Una semana después, el barco fue objeto de noticias en Irlanda e Islandia, y se emitió una advertencia a los barcos más pequeños. El 1 de marzo, los medios irlandeses informaron que se recibió una señal de la radiobaliza de localización de emergencia (EPIRB) del barco a 700 millas náuticas de la costa de Kerry, todavía en aguas internacionales. Una EPIRB comienza a transmitir solo cuando el dispositivo está expuesto al agua, lo que llevó a los expertos a especular que el barco podría haberse hundido. Se esperaba que el Cuerpo Aéreo Irlandés continuara monitoreando la región.
Una revisión publicada en octubre de 2013 cita la recepción de dos señales de socorro EPIRB del Lyubov Orlova en medio del océano, una el 23 de febrero y otra el 12 de marzo.

## Especulación sensacionalista

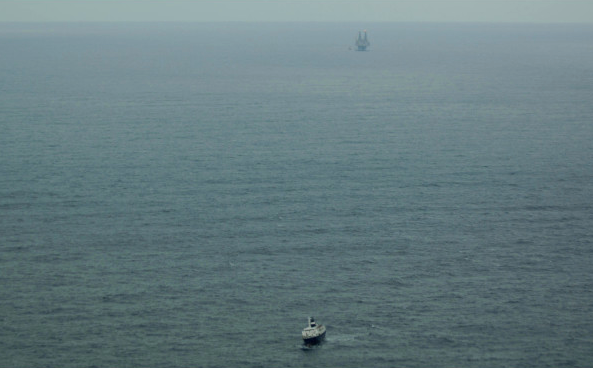
El Lyubov Orlova a la deriva en enero de 2013.

En enero de 2014, a raíz de una entrevista con un rescatador publicada en el tabloide británico The Sun, se especuló que el barco podría estar acercándose a la costa de Inglaterra y estar infestado de ratas caníbales. Los rumores fueron posteriormente desmentidos.
En noviembre de 2017, el tabloide británico Daily Star especuló que los restos enterrados en la arena de la playa de Coronado, California, podrían ser los del desaparecido Lyubov Orlova, pero en realidad el pecio es del SS Monte Carlo.